# 그리스의 대외 관계
그리스의 외교 관계에 대해 설명한다.

## 개요
그리스는 유엔(UN, 1945), 북대서양 조약 기구(NATO, 1952), 경제 협력 개발 기구(OECD, 1961), EU(1981), 서유럽 연합(WEU, 1995), EU 경제 통화 동맹(2001), 유럽 우주국(ESA, 2005) 등의 가맹국이고, 흑해 경제 협력 기구의 창립 회원국이다.

## 현황
그리스의 외교 관계 현황은 아래를 참고하면 된다.

## 대한민국
그리스는 유엔의 일원으로서 한국 전쟁때 참전하여 대한민국을 지원하였다. 대한민국은 1973년 7월 6일, 아테네에 대사관을 설치하였고, 그리스는 1990년 10월 서울특별시에 대사관을 설치하였다. 현재 한국의 세계사 교과서에는 그리스의 역사가 서술되어 있다. 양국 모두 대사관이 설치되어 있으나, 아테네에 설치된 주그리스 대한민국 대사관은 현재 키프로스, 알바니아를 겸임하고 있으며, 서울특별시 중구 소재 한화빌딩에 마련된 주한 그리스 대사관은 조선민주주의인민공화국 주재 대사관을 겸임하고 있다.

## 북마케도니아
그리스는 북마케도니아의 국호 변경 전까지 마케도니아와 국호 분쟁이 있었다. 국호 변경 전까지 북마케도니아는 유엔에서 구 유고슬라비아 마케도니아 공화국(The former Yugoslav Republic of Macedonia)이라는 이름을 사용했었다. 2019년 2월 13일, 마케도니아 공화국은 북마케도니아로 국호를 변경하였다.

## 튀르키예
그리스는 에게해와 키프로스의 문제와 역사적 이슈로 인하여 튀르키예와 적대관계에 있다. 키프로스 공화국도 튀르키예계 북키프로스의 독립 문제로 인하여 남부의 그리스계와 대립하고 있는 상황이다.

## 아르메니아
그리스가 터키와의 갈등을 빚게 되는 경우가 많자, 아르메니아와는 대체로 우호적인 관계를 맺고 있다. 아르메니아가 터키와 사이가 좋지 않기 때문에, 그리스의 지원을 대가로 치르게 되는 경우가 많다.

## 러시아
그리스 독립 전쟁 당시에 러시아 제국은 오스만 제국의 지배를 받고 있던 그리스의 독립을 지원하였다. 러시아와 그리스는 동방 정교회 국가이기 때문에 돈독한 사이를 지내고 있다.

## 같이 보기
- 그리스의 재외공관 목록